# Józef Adamiec
Józef Teodor Adamiec (ur. 10 maja 1954 w Fosowskiem) – polski piłkarz, grający na pozycji obrońcy.
Karierę sportową rozpoczynał w Unii Kolonowskie. Potem grał w Małejpanwi Ozimek, Odrze Opole i Lechu Poznań. W 1990 roku zakończył grę na boisku, będąc zawodnikiem Wormatii Worms.
Z poznańskim zespołem dwukrotnie wywalczył mistrzostwo Polski (1983, 1984) i puchar tego kraju (1984).

## Reprezentacja Polski
| l.p. | Data                 | Miejsce   | Przeciwnik | Rezultat | Rozgrywki       | Grał   | Uwagi |
| ---- | -------------------- | --------- | ---------- | -------- | --------------- | ------ | ----- |
| 1.   | 25 marca 1981        | Bukareszt | Rumunia    | 0-2      | towarzyski      | 90'    |       |
| 2.   | 10 października 1982 | Lizbona   | Portugalia | 1-2      | elim. Euro 1984 | 90'    |       |
| 3.   | 11 stycznia 1984     | Kalkuta   | Indie      | 2-1      | towarzyski      | 90'    |       |
| 4.   | 15 stycznia 1984     | Kalkuta   | Chiny      | 1-0      | towarzyski      | 90'    | Gol   |
| 5.   | 17 stycznia 1984     | Kalkuta   | Argentyna  | 1-1      | towarzyski      | 90'    |       |
| 6.   | 27 stycznia 1984     | Kalkuta   | Chiny      | 1-0      | towarzyski      | 90'    |       |
| 7.   | 27 marca 1984        | Zurych    | Szwajcaria | 1-1      | towarzyski      | do 46' |       |
| 8.   | 17 kwietnia 1984     | Warszawa  | Belgia     | 0-1      | towarzyski      | 90'    |       |
| 9.   | 12 września 1984     | Helsinki  | Finlandia  | 2-0      | towarzyski      | 90'    |       |